# Zaccagnaïta
La zaccagnaïta és un mineral de la classe dels carbonats, que pertany al grup de la quintinita. Va ser aprovada com a espècie vàlida per l'Associació Mineralògica Internacional l'any 1997. Rep el seu nom de Domenico Zaccagna (1851-1940), un col·leccionista de minerals que es va especialitzar en la geologia i la mineralogia dels marbres de Carrara dels Alps Penins del nord de la Toscana, Itàlia, on es va descobrir l'espècie.

## Característiques
La zaccagnaïta és un carbonat de fórmula química Zn₄Al₂(OH)₁₂[CO₃]·3H₂O.
Segons la classificació de Nickel-Strunz, la zaccagnaïta pertany a «05.DA: Carbonats amb anions addicionals, amb H₂O, amb cations de mida mitjana» juntament amb els següents minerals: dypingita, giorgiosita, hidromagnesita, widgiemooltalita, artinita, indigirita, clorartinita, otwayita, zaratita, kambaldaïta, cal·laghanita, claraïta, hidroscarbroïta, scarbroïta, caresita, quintinita, charmarita, stichtita-2H, brugnatel·lita, clormagaluminita, hidrotalcita-2H, piroaurita-2H, comblainita, desautelsita, hidrotalcita, piroaurita, reevesita, stichtita i takovita.

## Formació i jaciments
Va ser descoberta a la pedrera Calagio, a Carrara, a la Província de Massa-Carrara (Toscana, Itàlia). També ha estat descrita a Verviers (Bèlgica), a Lavrion (Grècia), a la província de Vicenza (Itàlia) i a Cantàbria (Espanya).